# Karl Schulz (Fußballspieler, Mai 1901)
Karl Otto Ernst Schulz (* 10. Mai 1901 in Berlin; † unbekannt, Todeszeitpunkt festgelegt auf den 31. Juli 1949) war ein deutscher Fußballspieler.
Schulz wurde in der Weberstraße 8 in der Stralauer Vorstadt geboren. Er war der Sohn des Tischlers Ernst August Schulz aus Friedeberg / Neumark und seiner Berliner Frau Martha Wilhelmine Johanna Boldt. Sein Vater fiel bereits 1915 während der Zweiten Flandernschlacht bei Pilkem. 1922 heiratete Schulz die Arbeiterin Margarete Ziemke. Schulz’ Todeszeitpunkt ist unbekannt. 1957 beschloss das Stadtbezirksgericht Mitte in Berlin, ihn für tot zu erklären.

## Karriere

### Vereine
Schulz begann 10-jährig beim SC Union Oberschöneweide mit dem Fußballspielen und gehörte dem Verein bis 1926 an. Bereits in der Spielzeit 1918/19 kam er im vom Verband Brandenburgischer Ballspielvereine mit Hin- und Rückspiel ausgetragenen Rundenturnier in einer Gruppe mit 18 Mannschaften zum Einsatz. Am Ende der Folgesaison gewann er mit der Mannschaft die Berliner Meisterschaft, wie auch 1923. Das Finale um den Berliner Pokal jedoch verlor er am 20. Juni 1926 im Stadion am Gesundbrunnen vor 4.000 Zuschauern mit 3:4 gegen den BTuFC Viktoria 89.
Zur Saison 1926/27 wechselte er zum Stadtrivalen BTuFC Viktoria 89, für den er bis zum Saisonende 1931/32 in der Gruppe B mit zehn Mannschaften im Rundenturnier mit Hin- und Rückspiel aktiv gewesen ist. Am 25. Juni 1927 gewann er mit seiner Mannschaft den Berliner Pokal, nachdem der SV Norden-Nordwest im Stadion am Gesundbrunnen vor 12.000 Zuschauern mit 6:2 geschlagen wurde. Am 27. Oktober 1929 verlor er allerdings das Pokalfinale an selber Stätte mit 1:5 gegen Hertha BSC.

### Auswahl-/Nationalmannschaft
Im Bundespokal-Wettbewerb in dem Auswahlmannschaften der Regionalverbände des Deutschen Fußball-Bundes (DFB) im Pokalmodus gegeneinander antraten, kam er am 28. April 1929 und 9. März 1930 für die Auswahlmannschaft des Verbandes Brandenburgischer Ballspielvereine jeweils im Finale zum Einsatz. Das erste gewann er mit seiner Auswahlmannschaft mit 4:1 gegen die Auswahlmannschaft des Norddeutschen Fußball-Verbandes, das gegen jene im Jahr darauf mit 0:2 verloren wurde.
Am 20. Oktober 1929 bestritt er sein einziges Länderspiel für die A-Nationalmannschaft, die im Altonaer Stadion vor 20.000 Zuschauern gegen die Nationalmannschaft Finnlands mit 4:0 gewann; an seiner Seite debütierte u. a. auch Fritz Szepan, der ein Tor beisteuerte.

## Erfolge
- Berliner Meister 1920, 1923 (mit dem SC Union Oberschöneweide)
- Berliner Pokal-Sieger 1927 (mit dem BTuFC Viktoria 89)
- Bundespokal-Sieger 1929 (mit der Auswahlmannschaft des Verbandes Brandenburgischer Ballspielvereine)